# مران بنسلفاني
المُران البنسلفاني (باللاتينية: Fraxinus pennsylvanica) نوع نباتي ينتمي إلى جنس المُران من الفصيلة الزيتونية.
موطنه شرق أمريكا الشمالية من جنوب شرق كندا إلى شرق الولايات المتحدة وصولاً إلى شمال فلوريدا وغرباً إلى تكساس وجبال روكي.